# ناصر العطية
ناصر بن صالح العطية (من مواليد 21 ديسمبر 1970) سائق سيارات محترف ولاعب أولمبي في الرماية.
بطل رالي داكار 2011
بطل رالي حائل 2011
بطل رالي الشرق الأوسط والثاني على رالي داكار 2010 بعد الأسباني ساينز بـ 12 ثانية وهي أقل فجوة بين مركزي المقدمة في تاريخ رالي داكار. حاز ناصر على لقب رالي داكار لعام 2011 بتفوقه على الإسباني ساينز بطل 2010.
حقق العديد من الألقاب على مستوى العالم في سباقات الرالي.
وأما على صعيد رياضة الرمي، فقد حقق العطية الميدالية البرونزية في أولمبياد لندن 2012 عن فئة السكيت.

## مسيرته

### الرالي
- توج العطية بطلاً لرالي داكار للمرة الرابعة عام 2022.[4] وبطلاً للشرق الأوسط للراليات للمرة السادسة عشرة في نوفمبر 2020.[5] وبطلاً لرالي حائل تويوتا الدولي 2020.[6]
- دخل المتسابق العالمي القطري ناصر صالح العطية سائق (فولكسفاغن) نادي الابطال المتوجين بلقب رالي داكار الدولي بعدما انهى المرحلة الثالثة عشرة الأخيرة بين قرطبة وبوينس ايرس يوم السبت في المركز الثاني وبفارق 38 ثانية خلف زميله الأسباني كارلوس ساينز حامل اللقب بطل المرحلة.
- وعوض العطية خسارته لقب عامه الماضي في المرحلة الأخيرة لحساب ساينز بعد أن انهاها الأخير بفارق 12 ر2 دقيقة فقط عن منافسه القطري، وهو اصغر فارق في تاريخ هذا الرالي.
- توج عام 2023 بلقب رالي داكار 2023 الصحراوي في فئة السيارات للمرة الخامسة في مسيرته بعد أعوام 2011 و2015 و2019 و2022.[7]
- توج بطلاً للنسخة الـ(19) من رالي حائل تويوتا الدولي 2023.[8]

### الرماية
فاز ناصر العطية بميدالية برونزية في رياضة الرماية من فئة السكيت بعد منافسة شرسة مع الرامي الروسي فاليري شومين، وصنف بذلك كأول عربي حاز على ميدالية برونزية في اولومبياد لندن 2012

## روابط خارجية
- ناصر العطية على موقع Rallye-info.com (الإنجليزية)
- ناصر العطية على موقع eWRC-results.com (الإنجليزية)
- ناصر العطية على موقع الاتحاد الدولي (الإنجليزية)
- ناصر العطية على موقع اللجنة الأولمبية الدولية (الإنجليزية)
- ناصر العطية على موقع أوليمبيديا (الإنجليزية)